# Mika Masoe
Michaelo Francis „Mika” Masoe Fao  (ur. 11 listopada 1963) – bokser reprezentujący Samoa Amerykańskie na igrzyskach olimpijskich w Seulu w 1988 r. oraz w Barcelonie w 1992 r. Mika w pierwszym z tych turniejów odpadł po walce z późniejszym zdobywcą złotego medalu Andrew Maynard. W Barcelonie lepszym okazał się Brytyjczyk – Stephen Wilson. Kategorią wagową Mika Masoe była kategoria półciężka. Jego bratem jest również bokser Maselino Masoe.